# Chicago Boys
Chicago Boys (lata 70. XX wieku, w okresie po puczu w 1973) – grupa ok. 25 chilijskich ekonomistów pracujących dla reżimu Augusto Pinocheta. Większość z nich studiowało w Szkole Ekonomii na Universidad Católica w Chile oraz na University of Chicago w USA, gdzie uczyli się od Miltona Friedmana i innych przedstawicieli chicagowskiej szkoły ekonomii. Napisali manifest wzywający do natychmiastowej reprywatyzacji państwowych przedsiębiorstw w Chile, znacjonalizowanych wcześniej przez socjalistycznego prezydenta Salvadora Allende. Określenie to ukuła amerykańska prasa.

## Wybrani przedstawiciele
- Sergio de Castro (minister finansów, 1974–1982)
- Pablo Baraona (minister gospodarki, 1976–1979)
- Álvaro Bardón (minister gospodarki, 1982–1983)
- Hernán Büchi (minister gospodarki, 1979–1980, minister finansów 1985–1989)
- Robert Kelly (minister gospodarki, 1978–1979)
- Fernando Léniz (minister gospodarki, 1973–1975)
- Emilio Sanfuentes (doradca ekonomiczny banku centralnego Chile)
- Juan Villarzú
- Jorge Cauas
- José Piñera
- Francisco Soza
- Juan Carlos Méndez
- Rolf Lüders